# Sitio fosilífero de Messel
El sitio o yacimiento fosilífero de Messel es una cantera abandonada en una antigua caldera volcánica en el bosque de Sprendlingen, en la periferia del pueblo de Messel, a unos 9 km de la ciudad de Darmstadt y a 35 km al sureste de Fráncfort del Meno, Alemania. En el pasado (hasta 1971) se explotaban las lutitas bituminosas -que conforman los sedimentos donde se hallan los fósiles- con el fin de obtener petróleo. El lugar tiene una gran importancia geológica y, principalmente, paleontológica debido a la multitud de fósiles que se han encontrado en un excepcional estado de conservación. 
El yacimiento se originó en el Eoceno medio, en un maar formado tras una erupción freatomagmática. Los antiguos sedimentos lacustres de aquel maar, limos y arcillas con abundante materia orgánica, hoy lutitas bituminosas, han conservado restos vegetales y miles de fósiles muy bien preservados de insectos y peces, así como numerosos restos esqueléticos completos de reptiles, aves y mamíferos. En algunos casos se conservan impresiones de plumas, pelaje, piel, contenidos estomacales, etc., además de permanecer en la forma natural, sin haberse dispersado las partes del cadáver como ocurre en la mayoría de los fósiles encontrados, lo que ha ayudado a la reconstrucción más real de los fósiles. Actualmente se conocen más de 1400 taxones de Messel.
Fue declarado Patrimonio de la Humanidad por la Unesco el 9 de septiembre de 1995.

## Historia del yacimiento

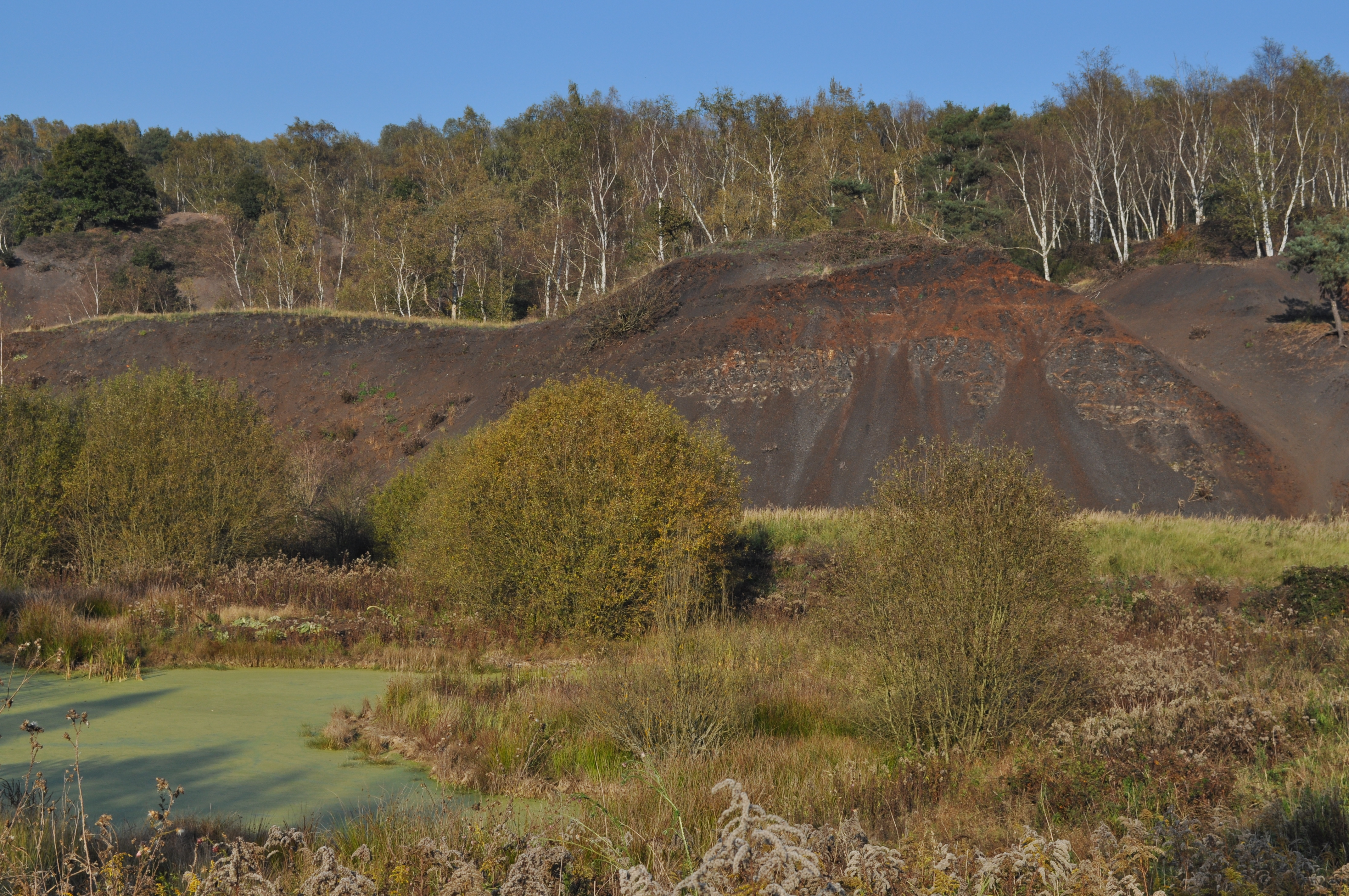
Cantera donde se puede apreciar la estratigrafía de la cuenca. Abajo se observa uno de los actuales afloramientos de agua, la que es constantemente bombeada: de no ser así, ya existiría un nuevo lago en el lugar.

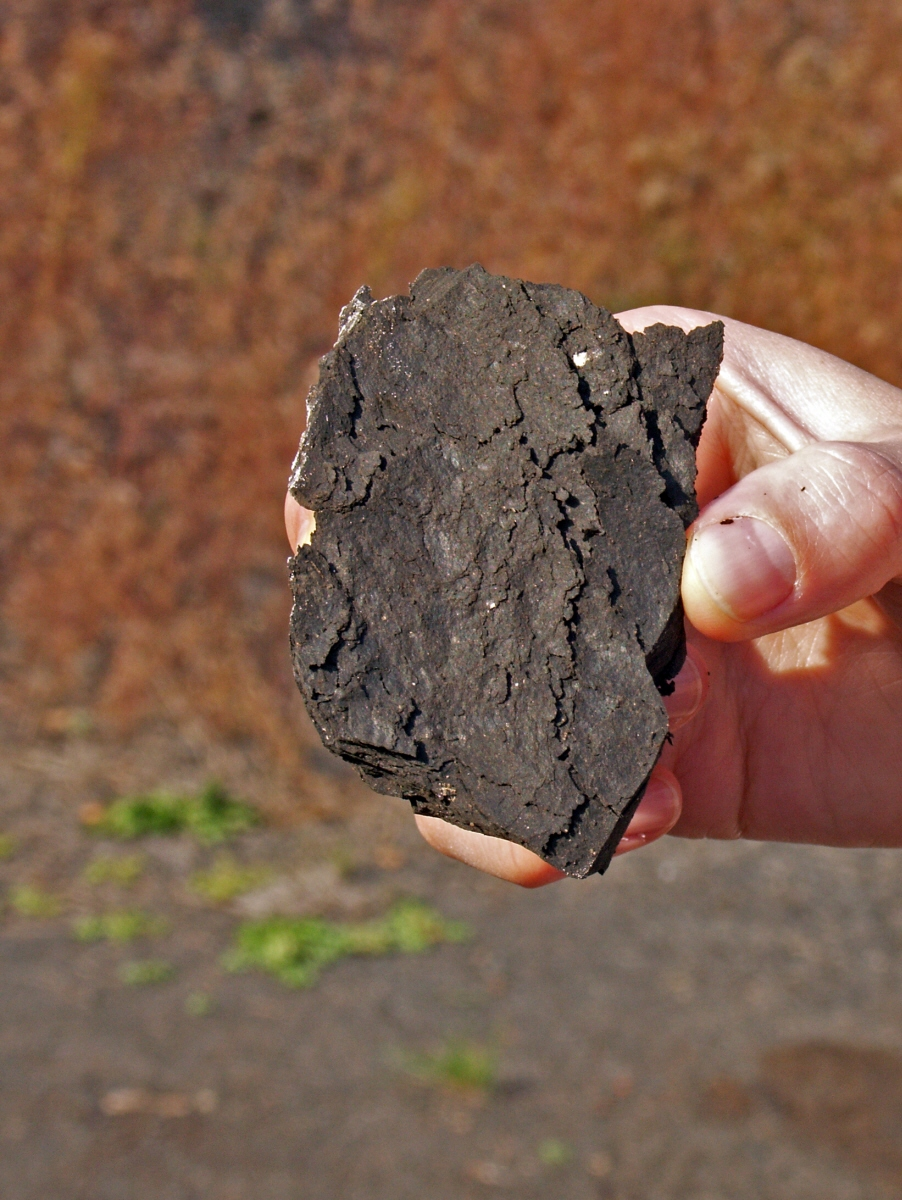
Pizarra bituminosa recogida en el sitio fosilífero de Messel

Desde 1859 y hasta 1970 se extraía de los sedimentos de la hoya de Messel mineral de hierro, lignita y arcilla bituminosa (lutita) para obtener petróleo (sedimentos que coloquialmente se denominan «pizarra bituminosa» por su óptica similar a la pizarra). La riqueza fosilífera de Messel comenzó a conocerse en 1875, cuando se publicó la primera descripción de un fósil procedente del yacimiento: los restos fósiles de un cocodrilo descubiertos por Rudolf Ludwig. Sin embargo, por esta época era mucho más importante la explotación económica de la Grube y en un comienzo no se le dio gran importancia a estos hallazgos, entre otras cosas porque al no haberse desarrollado una técnica precisa para su fijación, las muestras se desmoronaban en cuanto perdían humedad.
En 1966, el museo del Land Hessen, que se encuentra en la ciudad de Darmstadt, inauguró los primeros trabajos de campo y las excavaciones sistemáticas. Durante bastante tiempo coexistieron la explotación de lutitas para la obtención de petróleo con estas primeras exploraciones científicas. A partir de allí, pero especialmente pocos años después del cierre de operaciones de la mina a tajo abierto en 1971, comenzaron a llegar al lugar muchos paleontólogos aficionados. Atraídos por las particularidades del lugar y la facilidad de dar con hallazgos de grandes piezas intactas y de gran interés para los estudios paleontológicos, comenzaron a realizar excavaciones y levantamientos, la mayor parte de las veces relativamente desorganizados, no siempre acompañados de una descripción rigurosa. Muchos de estos hallazgos se vendían además a coleccionistas privados antes de ser clasificados científicamente de manera precisa. 
Más tarde, a partir de 1975, vino una época de excavaciones de emergencia: los terrenos de la hoya de Messel habían sido transferidos a una asociación para la gestión y eliminación de basuras. El plan era transformar el sitio en un vertedero de desperdicios para la zona sur de Hesse. Varios equipos de organizaciones de científicos y también aficionados participaron en la tarea urgente de intentar rescatar lo más rápidamente posible la mayor cantidad de fósiles, antes de que el sitio fuese cubierto para siempre por el basural. En este contexto, las técnicas de excavación no fueron las más ortodoxas, pero sí las apropiadas para este fin de emergencia: se levantaban (haciendo palanca) grandes placas de los sedimentos bituminosos para luego buscar en terreno los fósiles en los mismos cortes transversales o levantando capas horizontales, simplemente utilizando un cuchillo grande para separarlas. Este método fue bastante eficiente y muchos de los hallazgos más notables datan de esa época (incluyendo, por ejemplo, el primer esqueleto parcial de un prosimio). Se unió también entonces a los esfuerzos de investigación el Instituto Senckenberg de Fráncfort, un equipo científico que continúa actualmente con excavaciones en el yacimiento y que en conjunto con un instituto de Hanover dedicado a tareas de colaboración en geociencias  (Institut für geowissenschaftliche Gemeinschaftsaufgaben) y con el servicio estatal de Hesse de medio ambiente y geología (Hessisches Landesamt für Unwelt und Geologie) de Wiesbaden, llevaron a cabo una perforación de 430 metros de profundidad en el sondeo de 2001.

## Geología
El yacimiento se encuentra a sesenta metros bajo tierra y tiene una superficie aproximada de 1 km². Cuando se formó, en el Eoceno (hace cincuenta millones de años), se encontraba 10º más al sur que hoy en día, y su clima y ecología eran muy diferentes. Había múltiples lagos rodeados por densos bosques subtropicales que albergaban una increíble diversidad de formas de vida. El conjunto de lagos de Messel era probablemente el punto central del drenaje de los ríos y riachuelos cercanos.

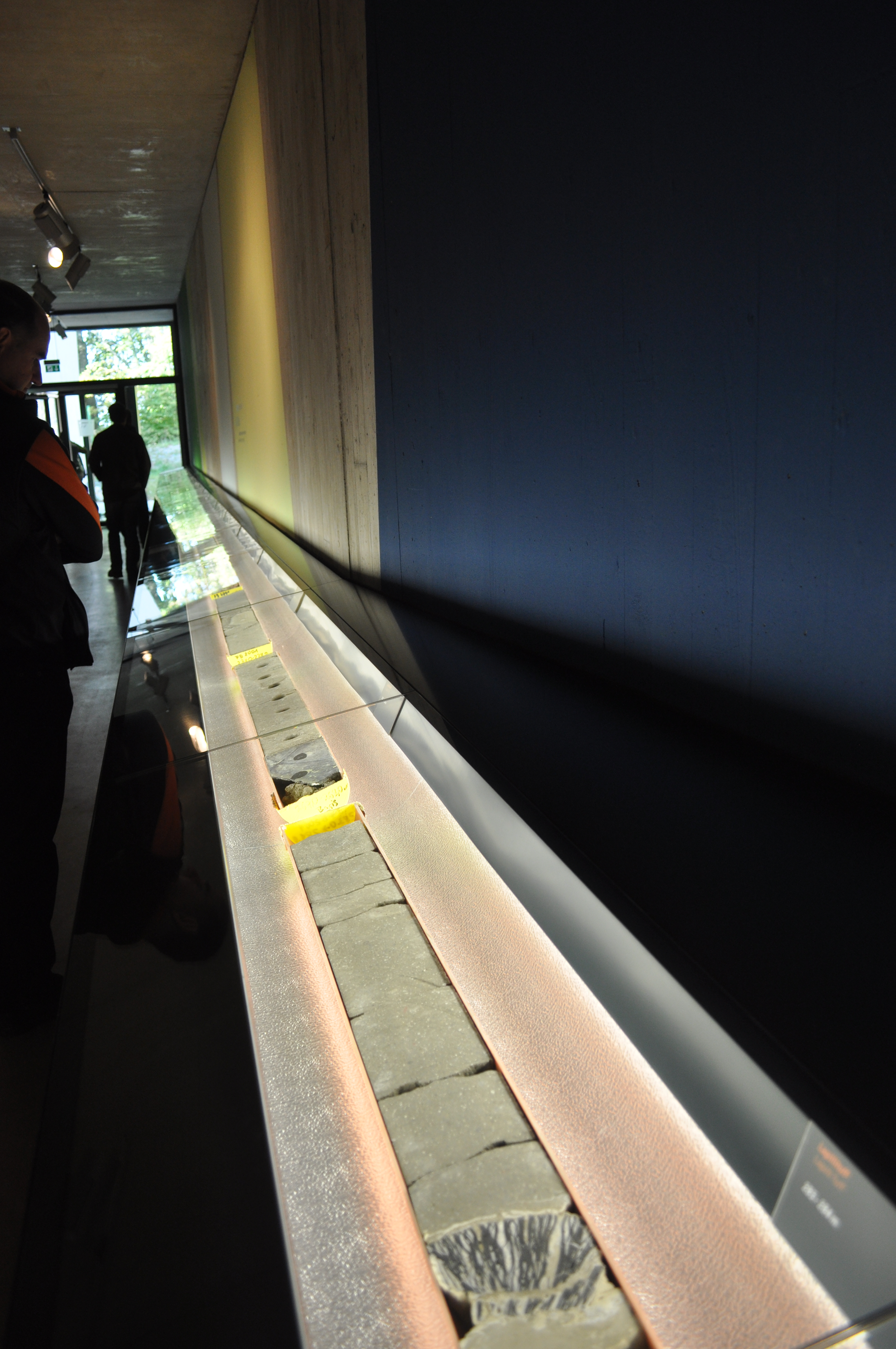
Perfil de la roca (núcleo de la perforación). Muestra en la sala de exposiciones del Centro del visitante de la Grube Messel

Los sedimentos fueron depositados durante el período Geiseltaliano (Eoceno medio), hace unos cincuenta millones de años. En Europa central los yacimientos de fósiles de este período son raros. Sitios comparables, como los depósitos de Egerkingen en Suiza, así como el yacimiento de Buschwiller de Alsacia en Francia, son algo más antiguos, mientras que en la región del Eifel y en los yacimientos de carbón del Geiseltal (cerca de Halle) los sitios fosilíferos son algo más recientes que el de Messel.
Se trata en todos estos casos de yacimientos terrestres pero, durante el Eoceno, el mar del Norte se extendía hacia el sur abarcando parte de Europa continental, de modo tal que muchas regiones de Alemania, Francia e Inglaterra se encontraban bajo el agua, situación de la que dan cuenta los múltiples hallazgos de fósiles de especies marinas. Messel se encontraba también a orillas del mar Mediterráneo ancestral, que se extendía hacia el sur. Rodeado por todas partes de agua, este continente terciario en el que se ubicaba el yacimiento suele denominarse Isla de Europa Central.
Por otra parte, hace  47 millones de años, el clima y la geografía de Europa eran completamente diferentes de los actuales. Messel se encontraba, además, en la latitud geográfica de la actual Sicilia o del sur de España. Debido a que los polos no estaban cubiertos de hielo tampoco existían las actuales grandes diferencias entre el clima ecuatorial y las latitudes polares. El Eoceno fue un tiempo muy cálido en la historia terrestre. Los estudios de evolución del clima muestran que solo rara vez antes del Eoceno (y nunca después) existieron temperaturas medias superiores.
A la inversa, las condiciones climáticas de entonces también pueden reconstruirse a partir de la distribución geográfica de las especies en la actualidad y su familiaridad con las especies fósiles halladas en Messel. Por ejemplo, se ha podido constatar que las especies que están más estrechamente relacionadas con los hallazgos fósiles se pueden encontrar hoy en día solamente en regiones tropicales o subtropicales. Este es el caso, por ejemplo, de algunas familias de plantas como las Mastixiaceae, típicas del sur de Asia. En efecto, la mayoría de las especies relacionadas familiarmente con las plantas (climáticamente muy exigentes) de Messel existen hoy en día exclusivamente en los trópicos y subtrópicos. Algunas familias se restringen solo al sur de Asia, como las Mastixiaceae, endémica en la selva tropical del archipiélago malayo. Con los insectos también ocurre algo análogo. Los familiares de los fósiles hallados en Messel - como las cigarras, termitas y grillos de los arbustos (saltamontes)- pueden encontrarse hoy solo en áreas tropicales y subtropicales. En Messel se han descrito recientemente (Wedmann et.al. 2007) 36 especies de insectos extraños que imitan las hojas de una planta con una precisión asombrosa, tanto en el color como en la forma. Especies con capacidades similares se circunscriben hoy a la región de Asia del Sur. También hay una especie de mantis encontrada en Messel que sobrevive hoy en día solamente en América del Sur. 
La roca principal que se puede encontrar es la lutita bituminosa, formada por el lento depósito de fango y plantas al fondo del lago. Los sedimentos se extienden 130 metros hacia abajo y reposan sobre una capa de arenisca más antigua. Pero lo que hace que los fósiles del yacimiento se conservan tan bien y con tanta claridad son las peculiares características del lago. La parte superior del lago albergaba una gran diversidad de organismos, pero el fondo no estaba sujeto a fuertes corrientes, creando un ambiente muy anóxico. Esto evitaba que muchas especies vivieran en este nicho, de manera que la perturbación biológica era mínima. Las inversiones de las capas del lago, causadas por los cambios de las estaciones, reducían el contenido de oxígeno de las capas superiores, provocando la "extinción" periódica de las especies acuáticas. Todo esto, junto con un ritmo de depósito relativamente bajo (0,1 mm/año), creaba un ambiente privilegiado para la conservación de la fauna y la flora.

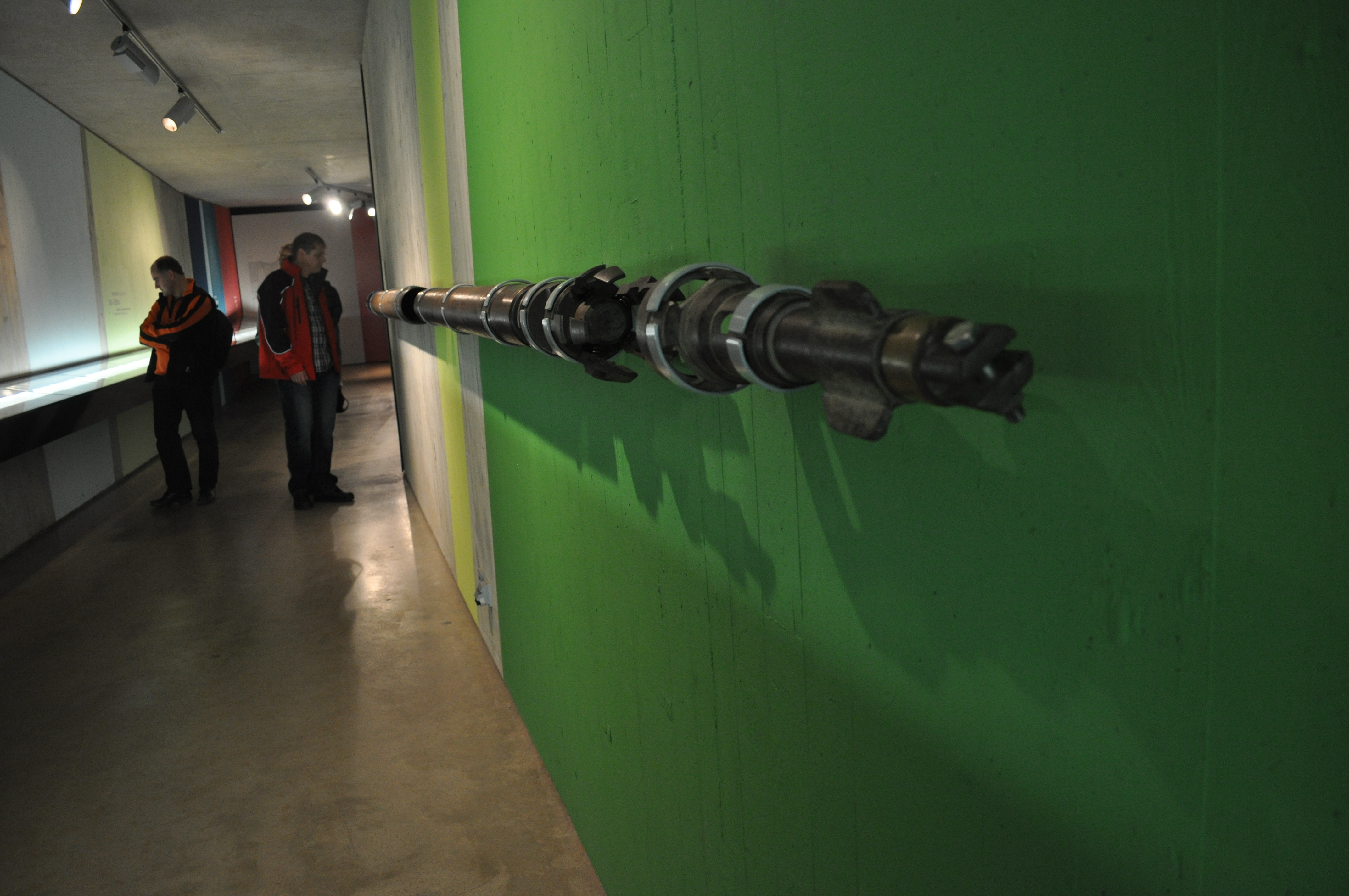
Broca tubular utilizada en la perforación, con diamantes en el borde. Centro del visitante de la Grube Messel.

Esquema geológico del yacimiento en el Eoceno, mostrando el diatrema y el anillo de tobas (hoy completamente erosionado) productos de la erupción freato-magmática que originó el maar.

La pregunta acerca de las razones geológicas que permitieron que estos fósiles pudieran encontrarse en tan buen estado de conservación y el origen de la lutita bituminosa en la hoya de Messel ocupó a los investigadores por muchos años. Inicialmente se manejaban dos modelos explicativos o hipótesis de trabajo, a saber:
1. Una zona de rift o suerte de fosa tectónica (Graben) que habría ocurrido en el contexto de la formación de la fosa renana (la fosa del alto Rhin).
2. Un surgimiento volcánico de la hoya del lago de Messel.

Las hipótesis de investigación se acumulaban en torno al enigma del surgimiento y desarrollo de este lago, del tiempo que permaneció allí o de la determinación más precisa de a partir de cuándo se comenzaron a acumular los sedimentos. Surgían además los proyectos de estudio del clima y sus posibles cambios, con las correspondientes consecuencias para la flora y la fauna en la zona. Pero principalmente se planteaba la siguiente gran pregunta: ¿Cuál es la historia geológica que pueden relatar las rocas que se hallan debajo de los sedimentos sobre las causas del surgimiento del lago?
Y en respuesta a ella, se logró comprobar el segundo modelo (un origen volcánico), así como entregar una explicación más concluyente a muchas de estas interrogantes muy recientemente, mediante una perforación de 433 metros de profundidad realizada en 2001.
En efecto, desde hace pocos años existe certeza científica de que en el lugar existió un maar, es decir un cráter volcánico extenso. Sin embargo, ya no quedan huellas apreciables a simple vista del anillo de tobas (tuff ring) que se formó tras la erupción freática explosiva y que delimitaba el maar, puesto que ese anillo fue completamente erosionado por factores climáticos en el devenir de 47,8 millones de años transcurridos desde la erupción. Esa explosión abrió un hoyo gigantesco que fue rellenado por agua, dando origen al lago de Messel. Los actuales bordes de la Grube que tiene una profundidad de unos 60 metros, así como su emplazamiento actual tal como los caminos, senderos e instalaciones para el bombeo del agua fue conformándose a partir de fines del siglo pasado, cuando se explotaba la lutita bituminosa (con el fin de obtener petróleo) en una mina a tajo abierto. El constante bombeo impide que en el lugar se forme un nuevo lago.

### Contexto que permite la excelente conservación
Lo que verdaderamente hace a este yacimiento tan espectacular no es solo la gran cantidad y variedad de especies halladas, sino su increíble buen estado de conservación. Debido a que los fósiles, además de encontrarse en su mayor parte en forma de esqueletos completos, conservan estructuras como plumajes, parte de la piel o contenidos del tracto intestinal, varias piezas fósiles de Messel han servido para confirmar o refutar hipótesis taxonómicas o modelos construidos sobre la base del hallazgo de piezas menores (como una vértebra o una mandíbula) encontrados en otros lugares del mundo. En el caso de los insectos es posible incluso ver sus colores y detalles de la estructura de sus alas. Todo esto ha permitido conformar un cuadro asombrosamente completo de la vida de estos animales, sus  hábitos alimenticios y hasta aspectos de su comportamiento. Se ha podido establecer, por ejemplo, que las especies ascendientes del caballo encontradas en Messel no consumían pasto, como los caballos actuales, sino hojas y frutos, especialmente uvas. De igual modo, muchos de los insectos encontrados formando parte del contenido del estómago de otros animales, indican sus hábitos insectívoros.
En general, para que un animal muerto o algún otro resto orgánico como una planta no sea devorado pronto por otro (o degradado completamente por bacterias y otros microorganismos) tienen que ocurrir circunstancias muy especiales. El cuerpo del animal, planta o material orgánico tiene que ser cubierto por sedimentos y esto tiene que ocurrir de manera relativamente rápida. Estos sedimentos acumulándose  ejercen cada vez mayor presión sobre el cuerpo, encerrándolo progresivamente y aplanándolo. Variados procesos bioquímicos entran ahora aquí a desempeñar un papel, en parte destruyendo sectores orgánicos, a la vez que los minerales disueltos en la parte acuosa de los sedimentos y que entran por los poros a estos espacios del cuerpo orgánico, cristalizan luego dentro de estas estructuras (huesos del esqueleto, caparazones y conchas, etc). Así se forman normalmente los fósiles, el organismo se transforma en una “petrificación” y puede conservarse en este estado por muchos millones de años.
En Messel la principal circunstancia favorable para la mejor conservación ha sido el lago que surgió tras la explosión del maar y sus particulares características. Este era bastante profundo y en su fondo no había prácticamente corrientes, de modo que la sedimentación era casi perfecta, sin turbulencias o movimientos que de otro modo habrían desplazado los ejemplares de animales muertos caídos hasta el fondo. Hoy se postula además que este lago tenía varias capas con diversas composiciones de sus aguas, siendo las capas del fondo prácticamente carentes de oxígeno. En el suelo lo que se formó es un lodo de algas y restos orgánicos animales y vegetales diversos que junto a las arcillas minerales conformaron las lutitas bituminosas de Messel.

### Erupciones de gas volcánico

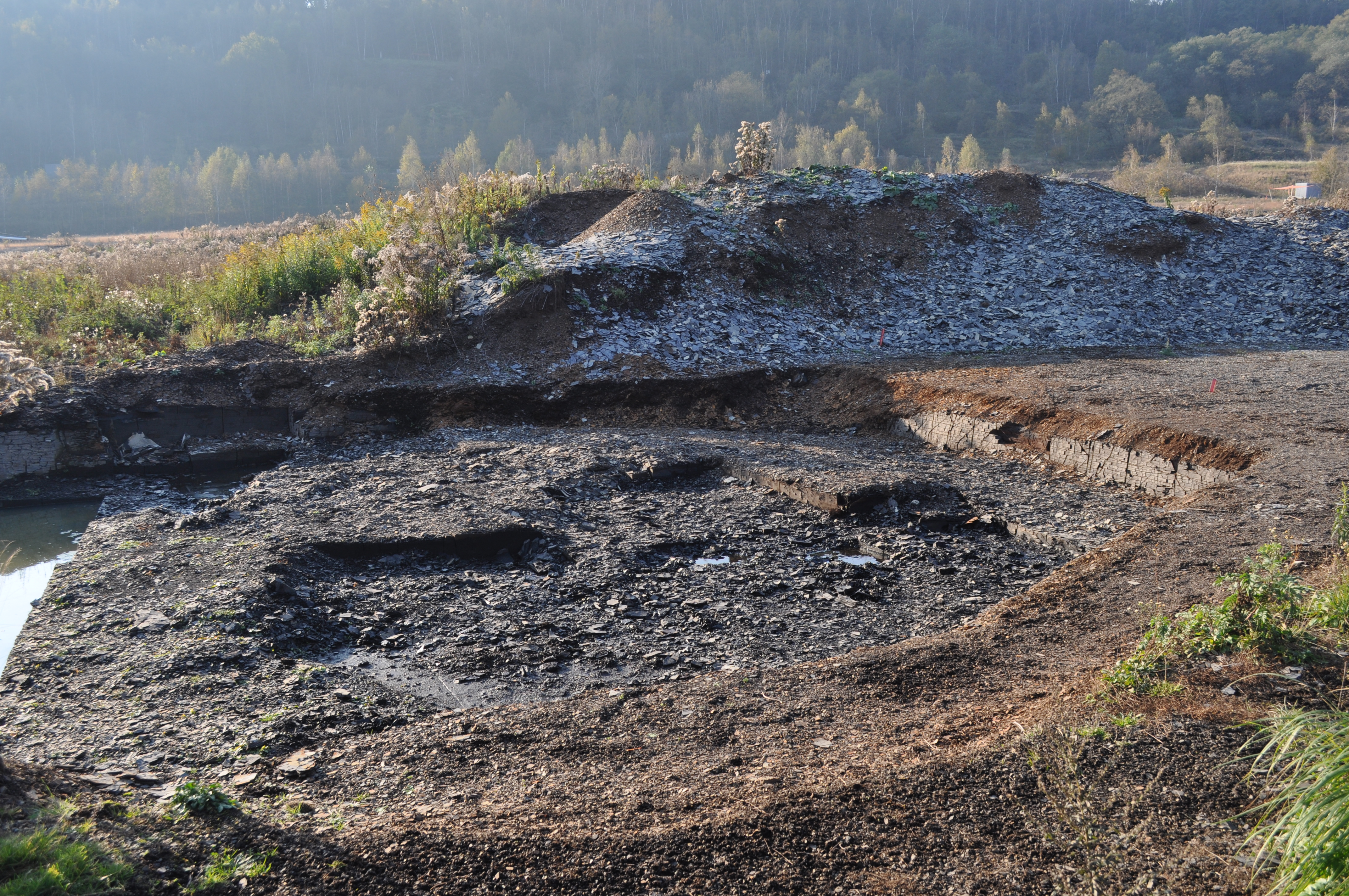
Yacimiento de Messel

Se cree que durante el Eoceno el área que rodea el yacimiento era tectónica y geológicamente activa, lo cual hace que los científicos teoricen que expulsiones como la de lago Nyos (1986) puedan explicar la gran cantidad de especies no acuáticas. La inversión periódica de las capas de agua podría haber liberado grandes cantidades de gases reactivos (como dióxido de carbono o sulfuro de hidrógeno) en el lago y sobre los ecosistemas cercanos, matando a los organismos más vulnerables. Durante estas erupciones, las aves y los murciélagos que volaban cerca de la superficie podrían haber caído al agua, y los animales terrestres podrían haber muerto cuando se encontraban al borde del lago.

### Cianobacterias y toxinas
Sin embargo, esto no explica por qué algunos animales habían muerto todos en la misma época del año pero en diferentes años. El equipo de Wighart von Koenigswald encontró indicios de una toxina producida por las cianobacterias en los sedimentos de Messel. A partir de entonces, dedujeron que las muertes en la misma época del año se debían a un envenenamiento estacional del agua causado por el florecimiento de las cianobacterias.

## Fósiles

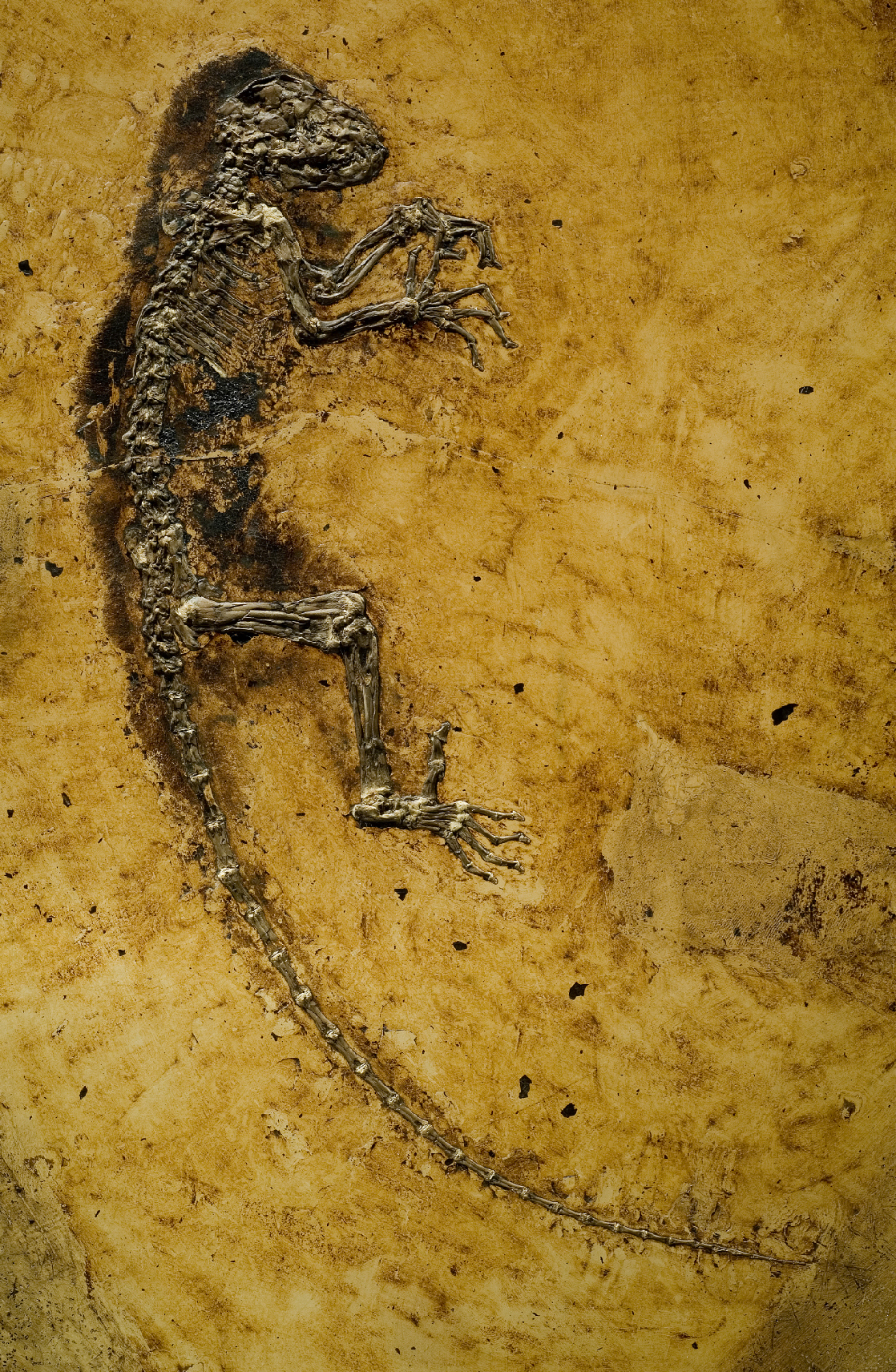
Darwinius masillae, el ejemplar de fósil de primate más completo conocido.

El yacimiento de Messel comprende la muestra de flora y fauna geiseltaliana mejor conservada que se conoce. En la mayoría de yacimientos, encontrar esqueletos parciales supone todo un logro, pero en Messel existen numerosos casos de conservación integral, e incluso en algunos se conservan impresiones del pelaje, las plumas, o las marcas de piel de algunas especies. La gran diversidad de especies es también un punto a favor, gracias, en parte, a las erupciones de gas. En el yacimiento se han encontrado:
- Más de diez mil peces fosilizados pertenecientes a diversas especies.
- Miles de insectos tanto acuáticos como terrestres, en algunos de los cuales se conserva la coloración.
- Gran cantidad de pequeños mamíferos, incluidos caballos enanos, grandes roedores, monos, zarigüeyas, armadillos, parientes del cerdo hormiguero y murciélagos.
- Numerosas aves, especialmente especies predadoras.
- Cocodrilos, ranas, tortugas, salamandras, y otros reptiles y anfibios.
- Gran cantidad de plantas. Aparte de muchas algas, fueron halladas siete familias de helechos (Pterophyta), cinco familias de coníferas y una familia del orden de las Lycopodiales. Además, innumerables restos diversos de partes de plantas, como hojas de palmera, frutos, polen y núculas, hallazgos desde los que se han podido describir 15 familias de monocotiledóneas y 81 familias de dicotiledóneas.[12]

### Insectos
Aproximadamente el 60% de los hallazgos fósiles de insectos de Messel son coléopteros (escarabajos).

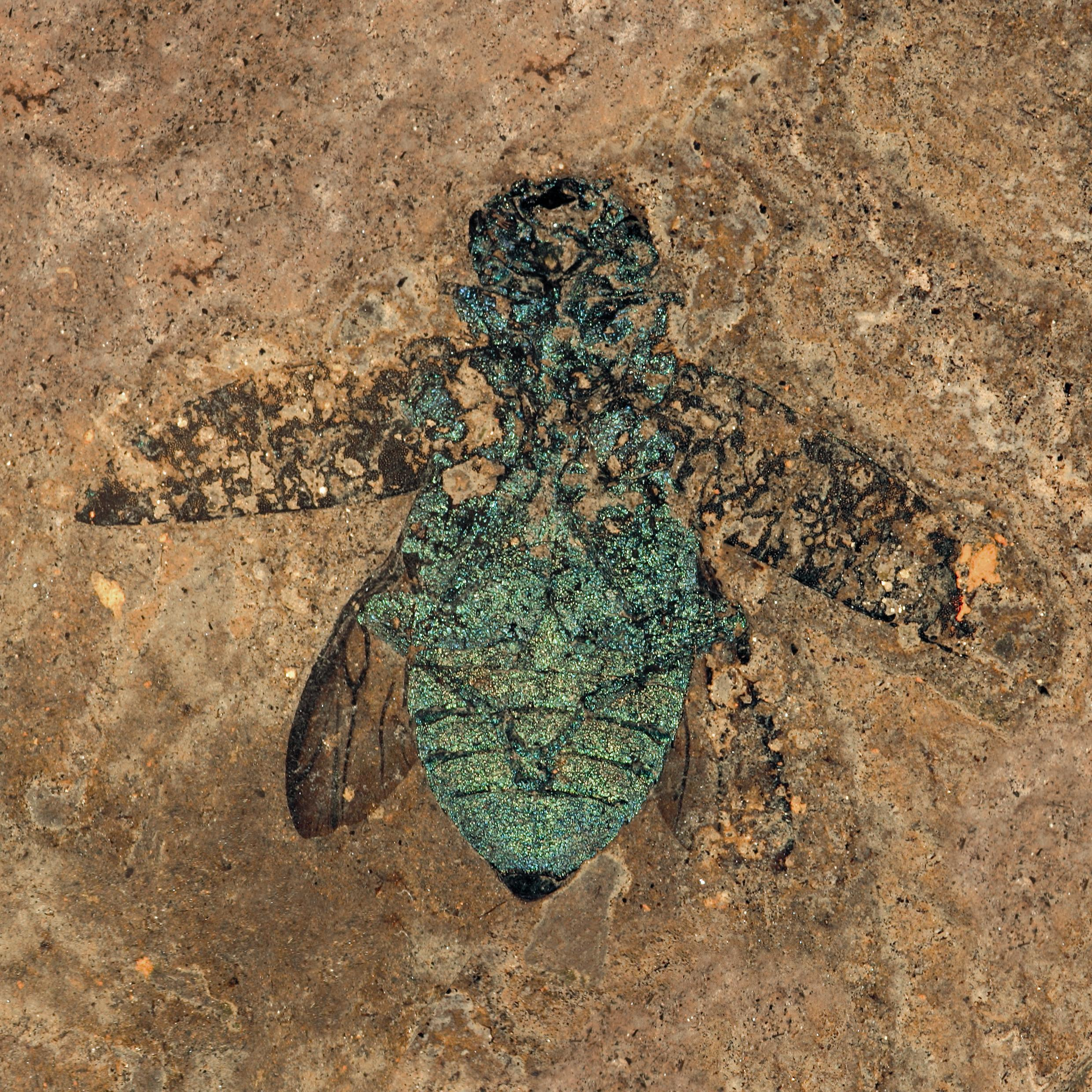
Fósil de bupréstido, un escarabajo, que conserva parte de la coloración.

Formicium, un género de hormigas gigantes.
Ceropria messelense y otras especies emparentadas con los Buprestidae, familia de escarabajos que hoy existe solo en América de Sur y Central.
Lucanidae, familia de escarabajos.
Staphylinidae, familia de escarabajos.

### Peces

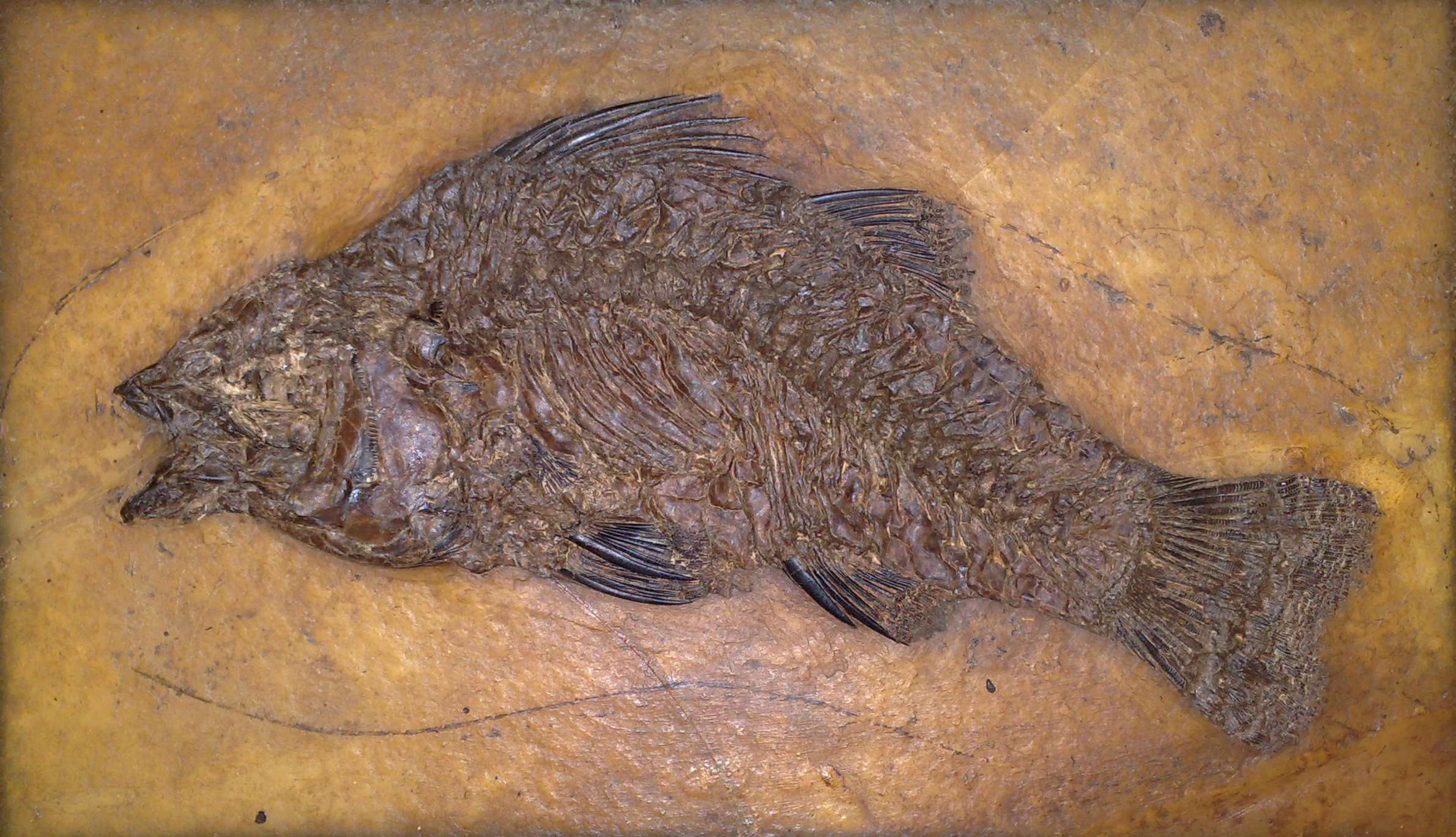
Palaeoperca proxima

Los millares de restos de peces encontrados se agrupan en un total de ocho especies, con la particularidad de mostrar una elevada variabilidad morfológica en alguna de las especies, quizá debida a que el registro fósil cubra varios cientos de miles de años y refleje la diversidad temporal más que sincrónica. Más del 90% del total de vertebrados hallados en Messel son peces.
Atractosteus kinkelini (=A. strausi), un lepisosteiforme;
Masillosteus kelleri, un lepisosteiforme;
Cyclurus kehreri, un amiiforme;
Thaumaturus intermedius, un osteoglosiforme que se alimentaba principalmente de pequeños crustáceos e insectos;
Anguilla ignota, una anguila;
Amphiperca multiformis, un percoideo;
Palaeoperca proxima, un percoideo;
Rhenanoperca minuta, un percoideo.

### Reptiles y anfibios

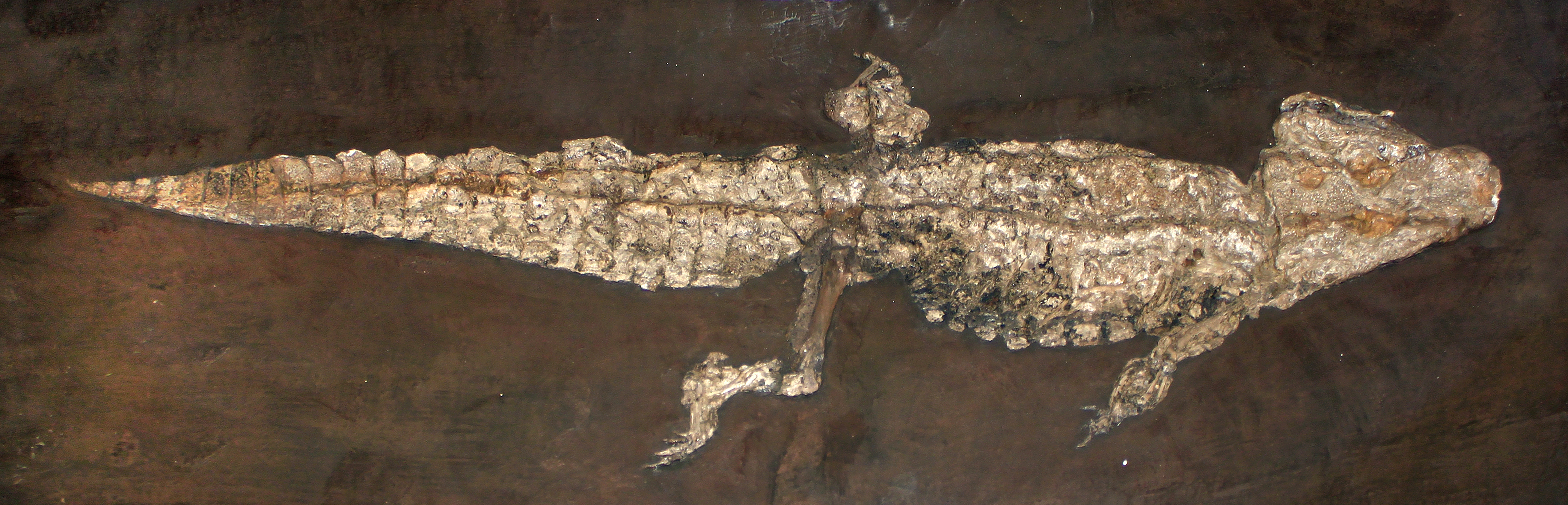
Asiatosuchus haupti, un cocodrilo de gran tamaño.

Las serpientes conforman el grupo mayor de reptiles encontrados en Messel.
Asiatosuchus, el mayor cocodrilo de Messel, de hasta cuatro metros de longitud;
Allognathosuchus, un cocodrilo malacófago;
Diplocynodon, un aligátor;
Palaeopython, una serpiente;
Eopelobates wagneri (Weitzel,1938);
Messelobatrachus tobieni (Wuttke, 1988);
Testudines, tortugas.

### Aves

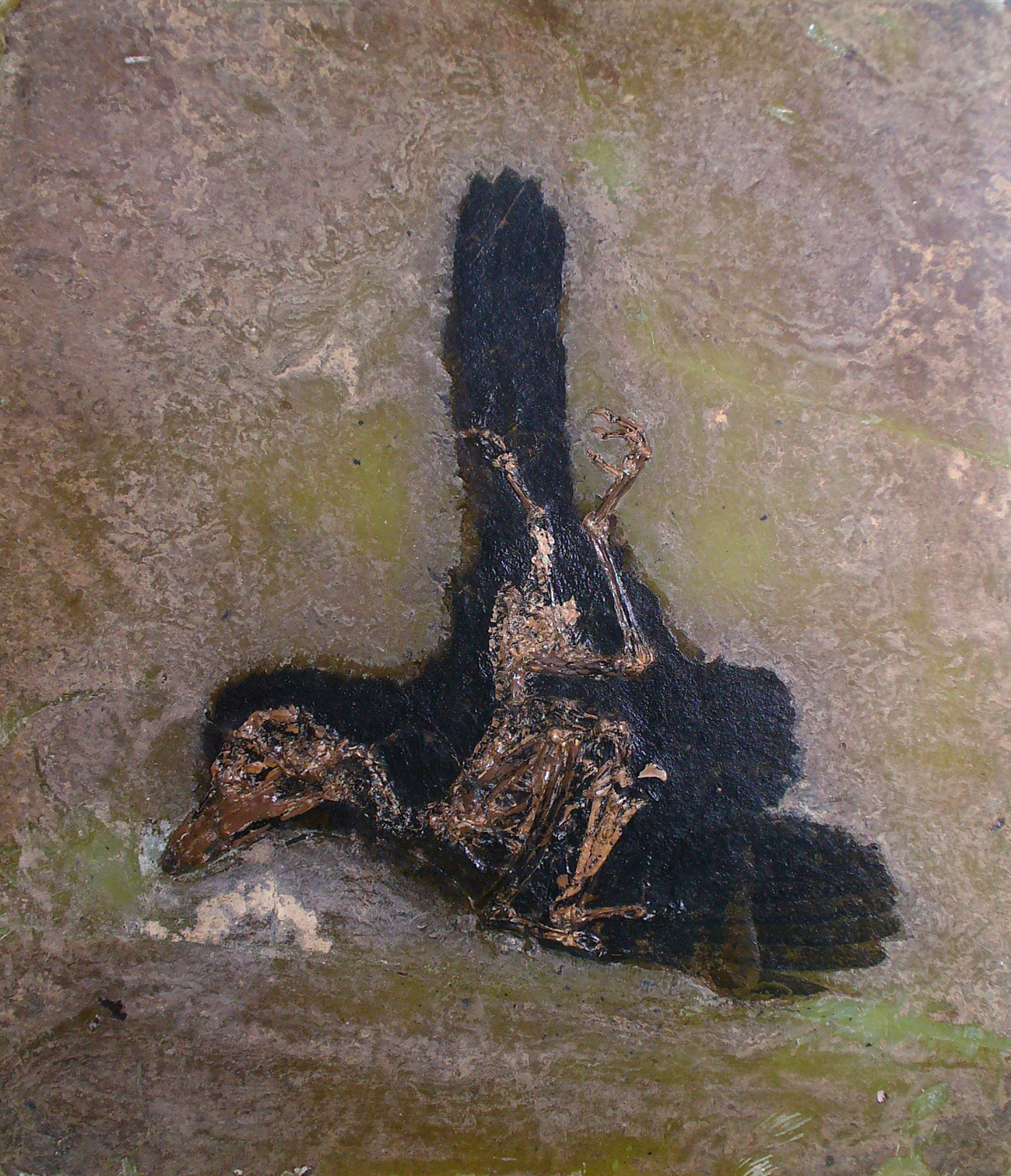
Fósil de ave coraciforme que conserva la impresión de las plumas

Palaeotis, un avestruz primitivo.
Strigogyps sapea (anteriormente Aenigmavis)
Messelornis, el ave de Messel; pariente del ave sol.
Masillastega, un súlido de agua dulce.
Messelasturidae, un grupo de aves carnívoras enigmáticas que parecen una mezcla entre el búho y el halcón.
Masillaraptor, un halcón primitivo.
Parargornis, relacionado con los antepasados de los colibrís.
Messelirrisor, minúsculas aves similares a las abubillas.
Selmes (un anagrama de "Messel"), un Coliidae con prominentes dedos de los pies.
Gastornis (anteriormente Diatryma), una gran ave ramoneadora incapaz de volar.

### Mamíferos

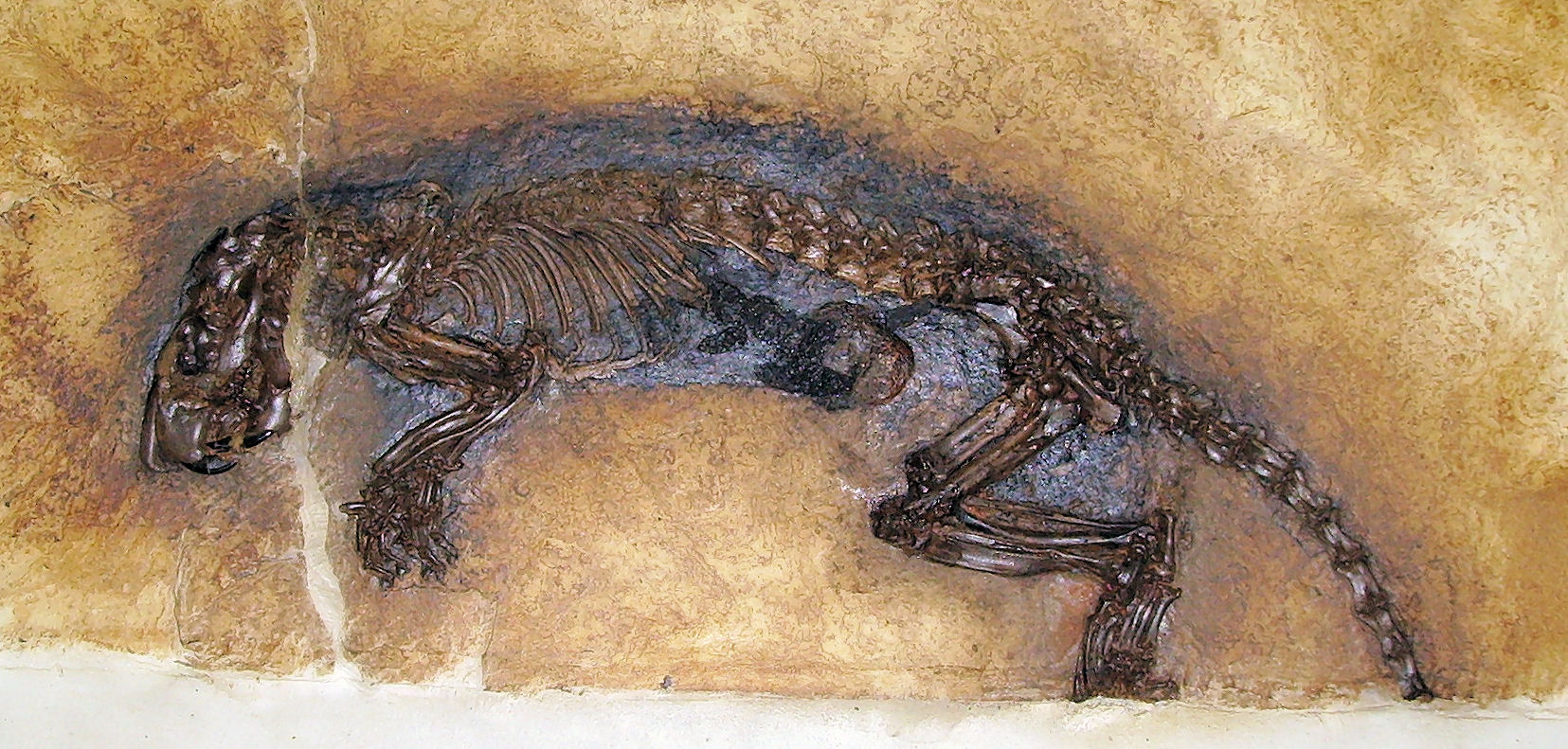
Fósil de Massilamys, un roedor, que conserva la impresión del pelaje.

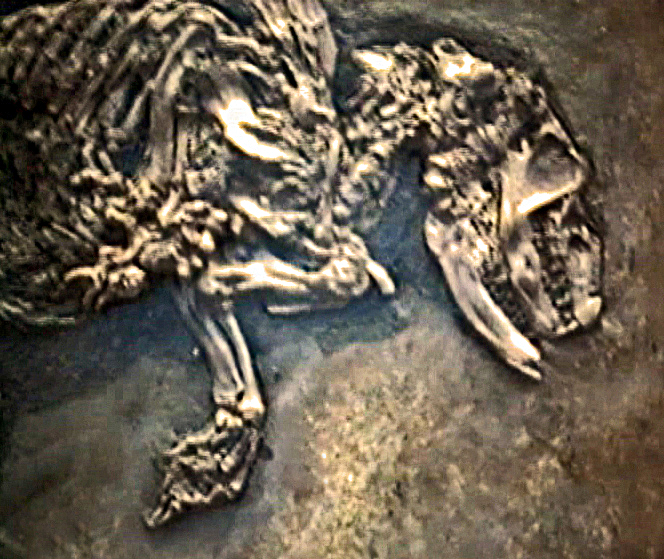
Fósil de Buxolestes minor

Kopidodon, un mamífero arbóreo extinto;
Leptictidium nasutum, un mamífero omnívoro extinto;
Propalaeotherium, un pariente primitivo del caballo;
Ailuravus, un roedor;
Buxolestes, un pantoléstido;
Peradectes, un marsupial;
Palaeochiropteryx, un murciélago;
Lesmesodon, un pequeño creodonto;
Eomanis, un pangolín primitivo;
Eurotamandua, un pangolín similar al oso hormiguero;
Europolemur koenigswaldi y E. kelleri, primates;
Paroodectes, un mamífero carnívoro primitivo;
Pholidocercus, un erizo primitivo;
Messelobunodon, un artiodáctilo primitivo;
Godinotia, un mono prehistórico similar a un lémur;
Darwinius masillae, un primate primitivo;
Hyrachyus minimus, (Fischer, 1829) un tapir primitivo.

## Preparación de los fósiles

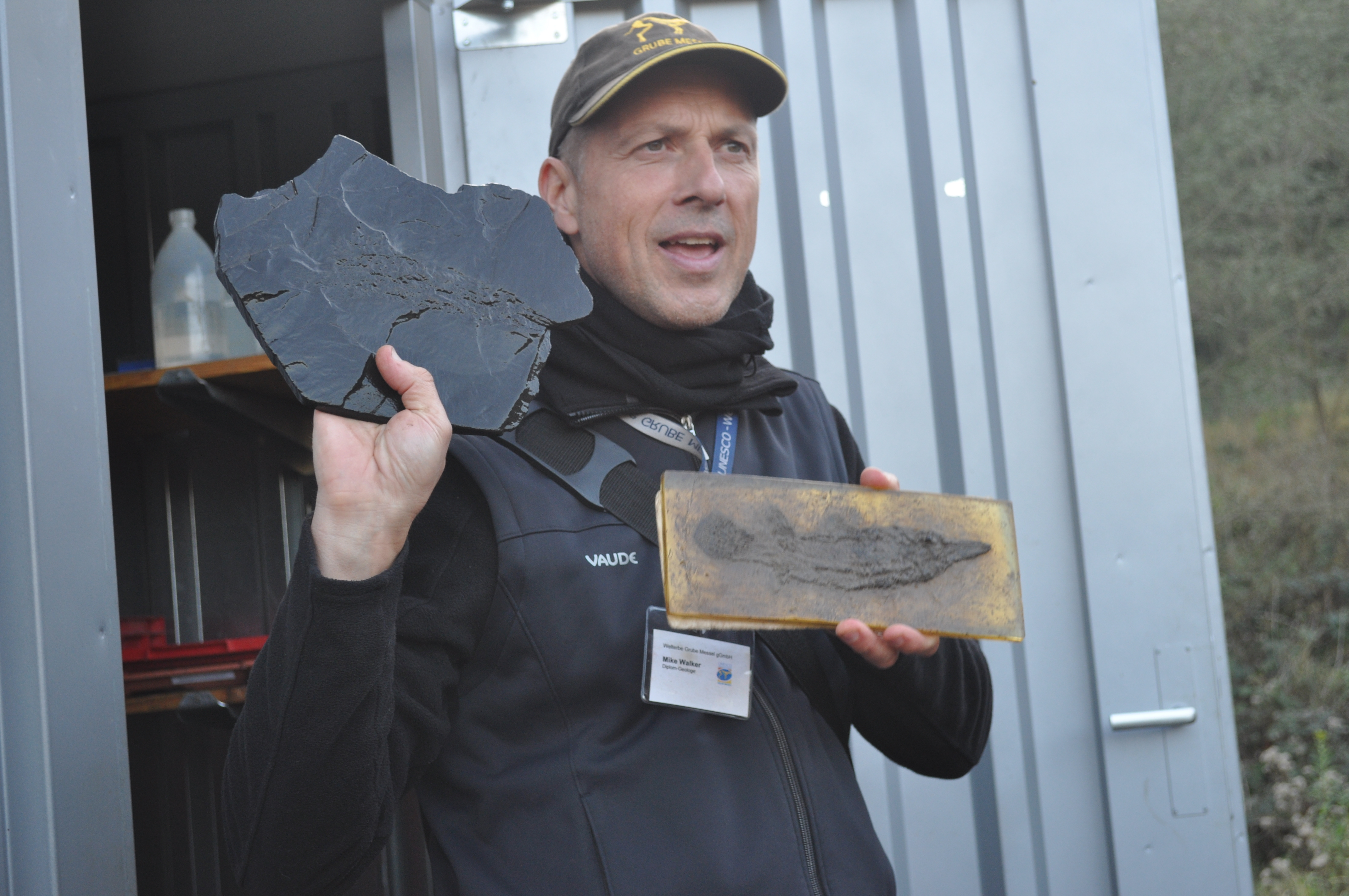
El geólogo guía explica el método de conservación. En su mano derecha, el fósil aún en la lutita original, recién retirado del agua; en la izquierda, uno ya «transferido», utilizando resina artificial.

Debido a la naturaleza efímera de la lutita bituminosa, los fósiles de Messel no pueden conservarse de manera sencilla. Estos sedimentos que portan los fósiles están compuestos en más de un 40% por agua y al secarse se desmoronan completamente, lo que hace necesario utilizar algún método de preparación. Algunos resquebrajamientos de las partes más finas ocurren muy pronto (en minutos), mientras que capas completas que portan materiales fósiles pueden desprenderse completamente en cuestión de pocas horas. Todos los científicos que trabajan en Messel guardan inmediatamente sus hallazgos en agua, a la espera de esta preparación especial. Luego se procede con un método de transferencia a un soporte artificial. Se deja primeramente libre un lado del fósil, al que se le aplica un material plástico (resina artificial). Cuando esta resina plástica se ha endurecido, se descubre la otra parte y se retira completamente la lutita bituminosa. Así, las piezas se pueden conservar de manera permanente. A veces, quien los prepara los deja simplemente del color transparente del material; otras veces los tiñe con los colores naturales (gris pizarra) de la lutita que originalmente lo contenía, o bien procede siguiendo sus propias preferencias estéticas.

## Visitar el yacimiento

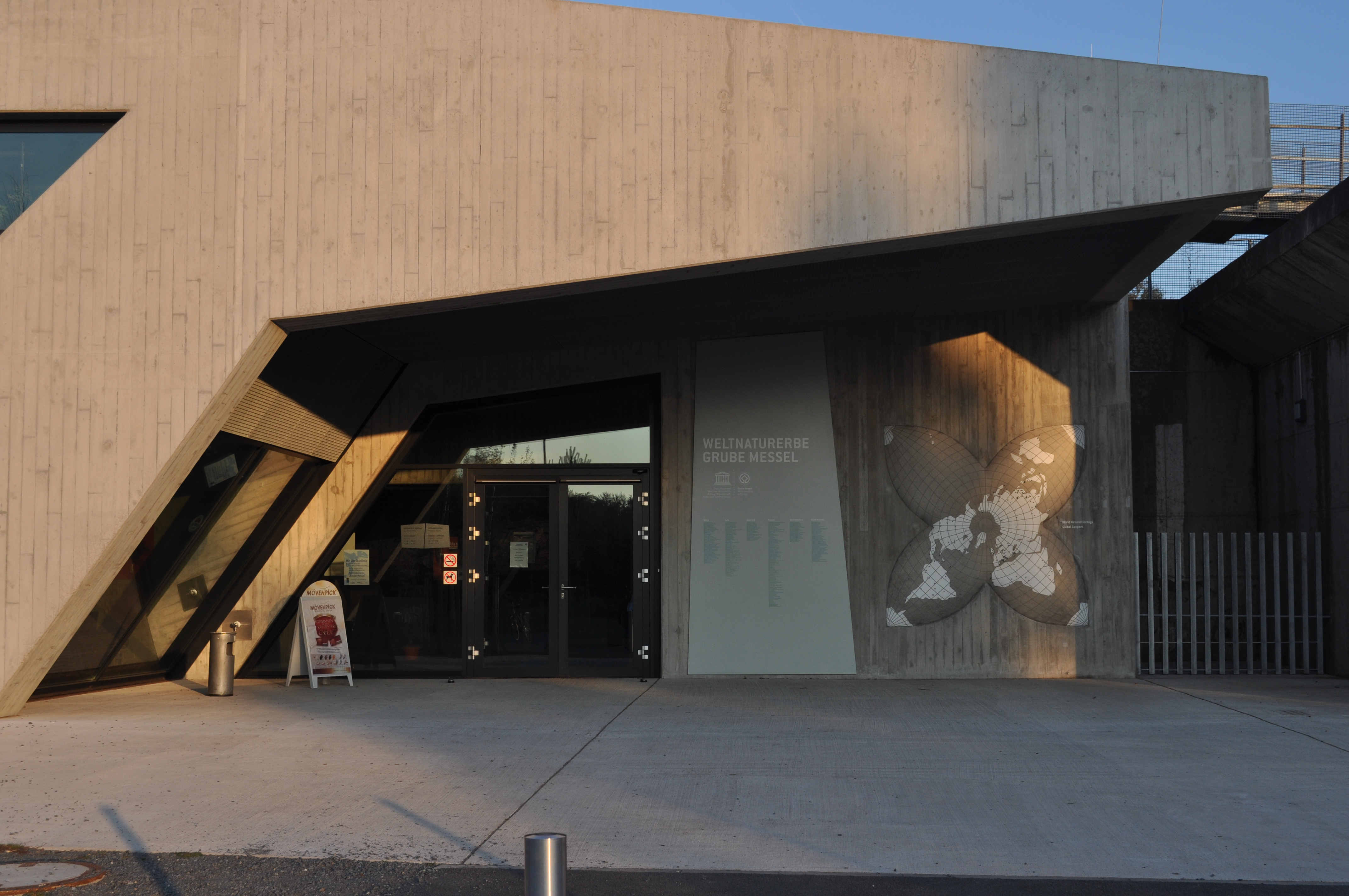
Entrada al centro de información para visitantes

Se pueden ver varios hallazgos del yacimiento en el museo de fósiles y del legado local del municipio de Messel (Fossilien- und Heimatmuseum Messel) ubicado en el centro de Messel (a 4,5 km del sitio fosilífero), en el Museo estatal de Hesse (Hessisches Landesmuseum Darmstadt), a 10 km del sitio y en el Museo de Senckenberg (Senckenberg Forschungsinstitut und Naturmuseum), ubicado en Fráncfort del Meno (a unos 38 km). Los visitantes espontáneos pueden aparcar el coche cerca de la entrada y acercarse a una plataforma de observación, desde donde se puede observar la hoya del yacimiento en toda su extensión. Desde 2010 existe también en el sitio un centro de información, que no es un museo propiamente tal, pero posee varias salas de exposición de piezas, videos, otros materiales audiovisuales y didácticos interactivos, como asimismo abundante material explicativo de la geología del lugar. Entrar en el yacimiento propiamente tal solo es posible mediante una visita guiada y programada.